# 高橋義昌
高橋 義昌（たかはし よしまさ、1960年 - 2005年9月30日）は青森県出身の日本の脚本家。ぶらざあのっぽ出身。

## 経歴
1986年、小山高生が主宰する「アニメシナリオハウス」の第1期生として参加。翌年、小山が設立した「ぶらざあのっぽ」に参加する。
脚本家デビューは「魔神英雄伝ワタル」の第14話「ヒャクニーンパワーは仙人パワー」、シリーズ構成デビューは「魔神英雄伝ワタル2」。
2005年9月、脳出血により死去。享年45（満44歳）。

## 参加作品

### テレビアニメ
- 魔神英雄伝ワタル（1988年-1989年） 脚本
- 獣神ライガー（1989年-1990年） 脚本・文芸協力
- YAWARA!（1989年-1992年） 脚本
- 魔神英雄伝ワタル2（1990年-1991年） シリーズ構成（小山高生と共同）・脚本
- 魔法のエンジェルスイートミント（1990年-1991年） 脚本
- 新世紀GPXサイバーフォーミュラ（1991年） 脚本
- ジャンケンマン（1991年-1992年） 脚本
- 燃えろ!トップストライカー（1991年-1992年） 脚本
- 花の魔法使いマリーベル（1992年-1993年） 脚本
- カリメロ（1992年-1993年） 脚本
- 勇者特急マイトガイン（1993年-1994年） 脚本
- 楽しいウイロータウン（1993年-1994年） 脚本
- BLUE SEED（1994年-1995年） 脚本
- スレイヤーズTRY（1997年） 脚本
- 超魔神英雄伝ワタル（1997年-1998年） 脚本
- Blue Gender（1999年-2000年） 脚本
- タイムボカン2000 怪盗きらめきマン（2000年） 脚本
- カード王 ミックスマスター（2005年-2006年） 脚本
- こてんこてんこ（2005年-2006年） シリーズ構成（逝去後は三井秀樹と長谷川勝己が引き継いだ）・脚本

### ドラマCD
- ACC 魔神英雄伝ワタル（1989年） 脚本
- 魔神英雄伝ワタル2 メモリアルCD「星界山ロケハン物語」（1991年） 脚本